# Cisneiros
Cisneiros é um distrito do município brasileiro de Palma, estado de Minas Gerais. Localiza-se junto à foz do Ribeirão da Capivara no Rio Pomba, a sudoeste da sede de Palma, da qual dista cerca de 10 quilômetros. O distrito foi criado com o nome de Aliança em 2 de julho de 1890 pelo decreto estadual n° 87, passando a denominar-se Cisneiros pela lei municipal de 11 de junho de 1892.